# Schlacht um Arnheim

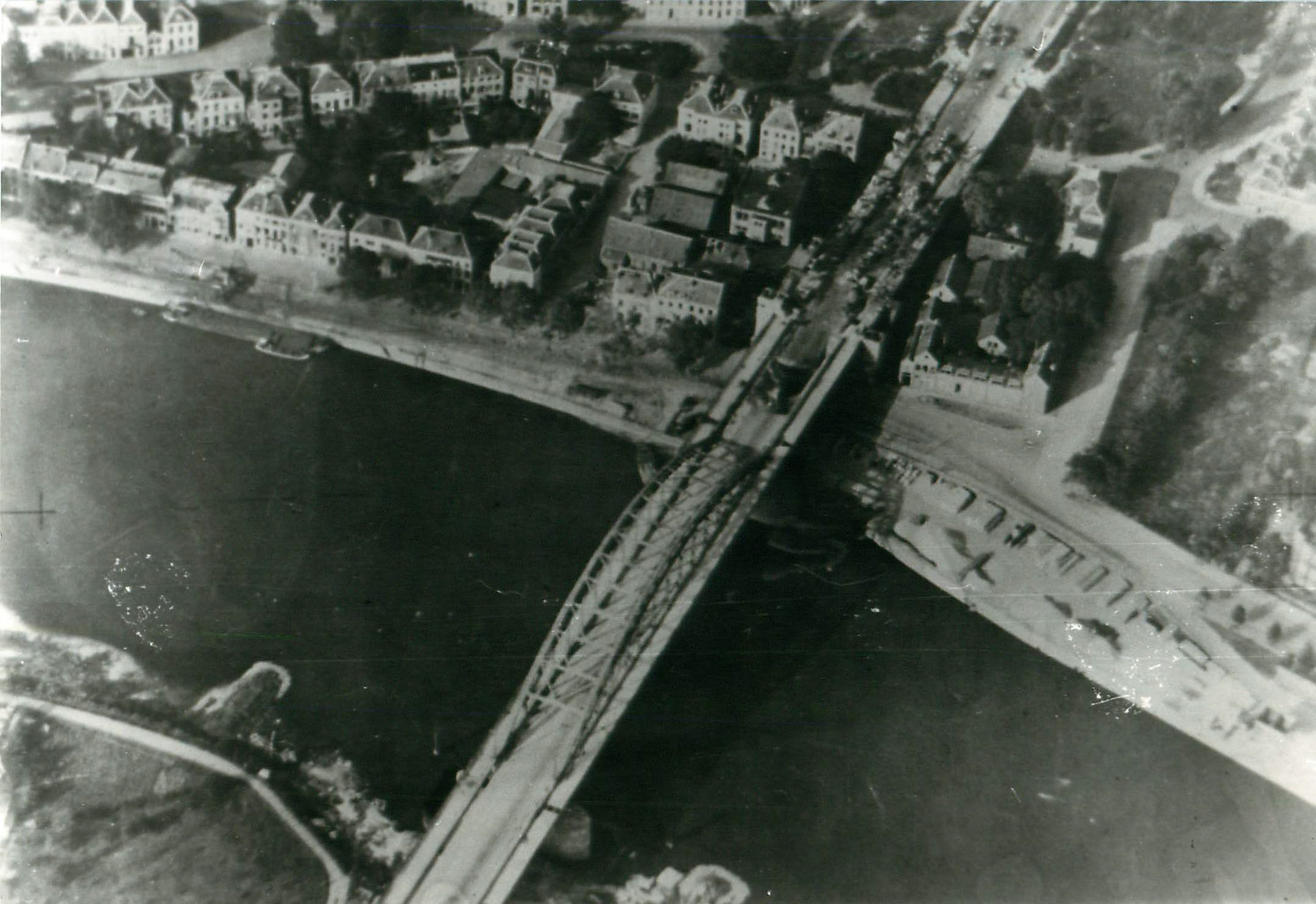
Brücke im Luftbild

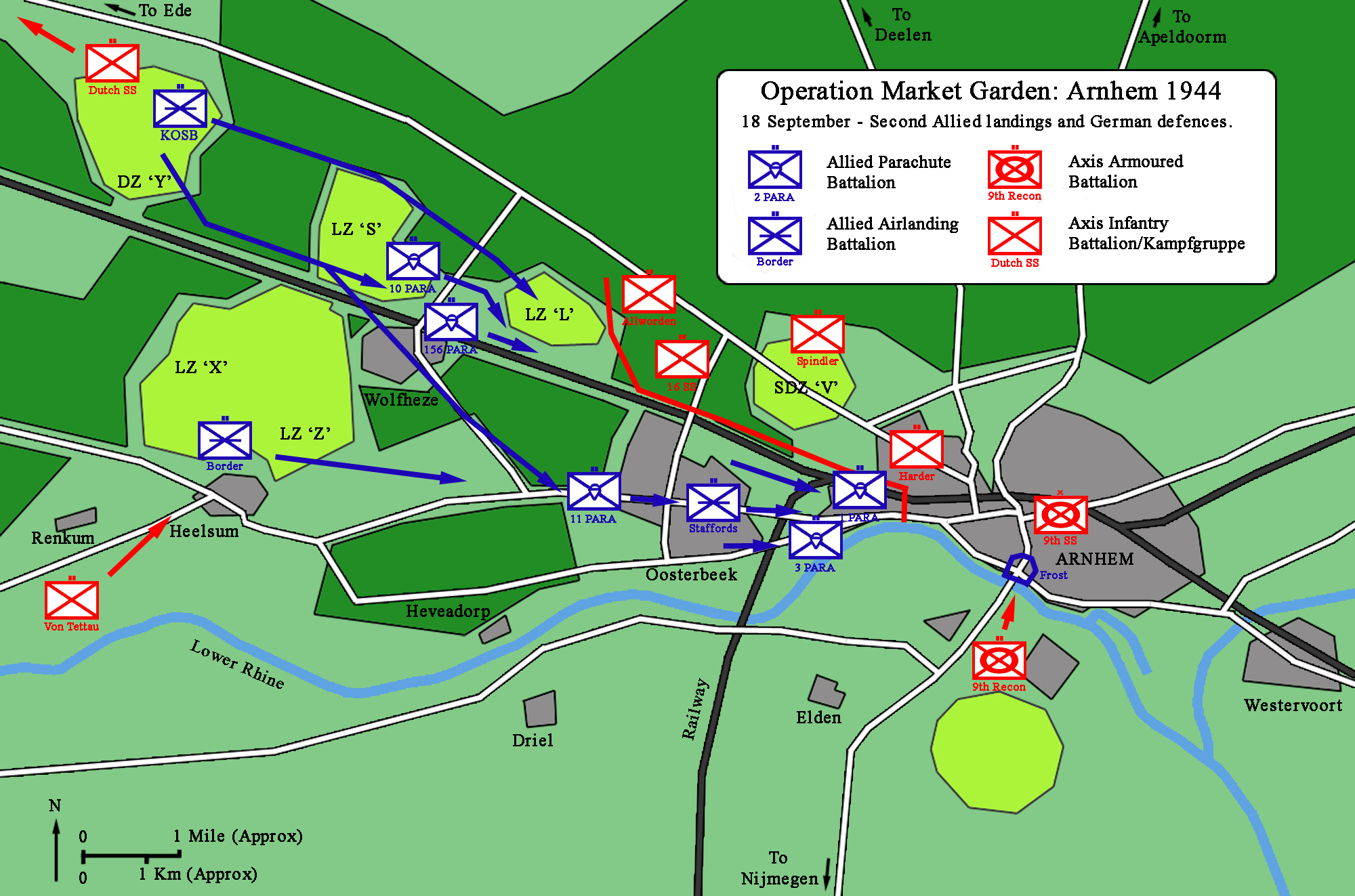
Plan für die Landung britischer Einheiten in der Zeit zwischen 17. und 19. September 1944

Die Schlacht um Arnheim ereignete sich im Zweiten Weltkrieg an der Westfront im Rahmen der Operation Market Garden zwischen dem 17. und dem 27. September 1944. Die Reste der britischen Kräfte, die die Brücke von Arnheim über den Nederrijn erobern sollten, wurden letztlich von den Alliierten in der Operation Berlin evakuiert.
Die Ereignisse wurden im Buch Die Brücke von Arnheim (1974) von Cornelius Ryan und im Film Die Brücke von Arnheim (1977) unter der Regie von Richard Attenborough aufgearbeitet.
Die Toten der 1st Airborne Division sind insbesondere auf dem Arnhem Oosterbeek War Cemetery in Oosterbeek bestattet. Das Airborne Museum Hartenstein erinnert an die Kämpfe.